# Izu-Halbinsel
Die Izu-Halbinsel (jap. 伊豆半島, Izu-hantō) ist eine Halbinsel südwestlich von Tokio auf der japanischen Insel Honshū. Sie liegt zu Füßen des Fujisan und ist Teil des Fuji-Hakone-Izu-Nationalparks. Früher lag hier die Provinz Izu, heute ist die Halbinsel Teil der Präfektur Shizuoka. Sie trennt die Suruga-Bucht im Westen von der Sagami-Bucht im Osten. Höchste Erhebung der gebirgigen Halbinsel ist der Vulkan Amagi, wo unter anderem der Fluss Kano entspringt.
Das Nordende der Halbinsel ist von Tokio aus leicht zu erreichen. Züge der Tōkaidō-Shinkansen halten in Atami (Ostseite) und Mishima (Westseite). Auch mit dem Auto kommt man von Tokio aus über die Tōmei-Autobahn und mehrere Schnellstraßen nach Hakone im Norden und nach Numazu auf der Westseite der Halbinsel. 
Die Halbinsel ist ein beliebtes Erholungsgebiet für die Bewohner der Region Tokio. Vor allem ist sie wegen ihrer Onsen (Thermalquellen) einschließlich Atami, Itō und Mishima bekannt. Sie ist auch ein beliebtes Ziel für Sporttaucher. Die wichtigsten Tauchgebiete sind Izu Kaiyō Kōen (伊豆海洋公園), Yawatano (八幡野) und Ōsezaki (大瀬崎).  Izu Kaiyō Kōen bedeutet wörtlich übersetzt Izu Ozean-Park und stellt eine große Parkanlage, einen sogenannten Kōen (公園) mitsamt Hotelbereich dar. In den 1970er Jahren brach der Tourismus auf der Halbinsel Izu ein, weil Fernflüge billiger wurden und die Japaner vermehrt im Ausland Urlaub machten.
Gegen diesen Trend wurde das Projekt Izu Peninsula Geopark entwickelt, das sich zum Ziel gesetzt hat, historische Stätten und Naturschönheiten auf der Halbinsel zugänglich zu machen und mit Hinweistafeln und Wegweisern auch auf Englisch und Chinesisch Besuchern aus dem Ausland nahe zu bringen. Die Auswahl der Stätten hat 2018 auch zu einer Anerkennung als UNESCO Global Geopark geführt.
Izu ist einer der wichtigsten Produzenten Japans von Wasabi; die lokale Küche bietet zahlreiche Gerichte mit Wasabi-Geschmack.
Literarisch wurde die Halbinsel in Kawabata Yasunaris Erzählung Die Tänzerin von Izu verewigt.